# Gaetano Curreri
Gaetano Curreri (Bertinoro, 26 giugno 1952) è un cantautore, tastierista e compositore italiano, cofondatore e leader del gruppo musicale Stadio delle cui musiche è autore principale.

## Biografia

### Carriera

#### La collaborazione con Vasco Rossi
Di origini siciliane, di Sciacca (AG), la sua carriera ha avuto inizio nelle balere e nelle sale da ballo della provincia di Modena alla fine degli anni sessanta: fondamentale è stato l'incontro con Vasco Rossi, allora giovanissimo e sconosciuto, col quale ha iniziato un proficuo rapporto di collaborazione, partecipando alla fondazione di Punto Radio a Bologna, una delle prime radio libere d'Italia. Alla fine degli anni settanta questo sodalizio ha portato alla realizzazione dei primi due album di Vasco: ...Ma cosa vuoi che sia una canzone... (1978) e Non siamo mica gli americani! (1979), entrambi suonati e soprattutto arrangiati da Curreri. L'amicizia e la collaborazione tra i due artisti ha avuto una fortunata prosecuzione negli anni successivi, portando alla nascita di alcune delle canzoni più celebri del repertorio di entrambi, oltre a brani di successo per altri interpreti.

#### La collaborazione con Lucio Dalla
Viene scelto da Lucio Dalla per prendere parte nel 1979 al tour Banana Republic di Dalla e De Gregori, come tastierista e pianista. Lì ha avuto inizio l'apprendistato artistico di Curreri presso il gruppo del cantante bolognese guidato allora da Ricky Portera.
Nella primavera del 1981 partecipa alla fondazione ufficiale del gruppo degli Stadio, proprio nel tour estivo di Dalla.
A fianco di Dalla, Curreri ha iniziato la stesura del repertorio per il gruppo, incoraggiando la crescita di artisti dell'area bolognese, come Luca Carboni, per il quale Curreri, assieme a Roberto Costa, ha prodotto il primo LP ...intanto Dustin Hoffman non sbaglia un film. Tre sono le canzoni scritte dall'artista per Dalla: Noi come voi (nell'album 1983), Il Duemila e Il gatto e il re (in Dalla/Morandi). Nel 1981 esce la prima canzone del gruppo: Grande figlio di puttana. Insieme a Roberto Roversi ha scritto una canzone per Paola Turci.
Nel 1990 arriva la brusca separazione da Dalla che porta gli Stadio a un passo dalla decisione di sciogliersi. Con l'aiuto di Vasco Rossi, gli Stadio si affrancano definitivamente da Dalla firmando nel 1991 un contratto con la EMI Italiana che porterà Curreri e i nuovi componenti degli Stadio, Roberto Drovandi e Andrea Fornili, (della vecchia guardia resterà solo il batterista Giovanni Pezzoli) a diversi album di buon successo commerciale e di critica.
Ha scritto insieme a Lucio Dalla Il sapore di un bacio per Raf. Tra le canzoni più famose ricordiamo Un senso, Buoni o cattivi, Rewind (interpretate da Rossi), Lo zaino, Bella più che mai, La faccia delle donne (repertorio Stadio). Ad esse si aggiungono ...E dimmi che non vuoi morire (per Patty Pravo, assieme a Roberto Ferri), La tua ragazza sempre, Prima di partire per un lungo viaggio, Stai ferma (per Irene Grandi), Menti brulicanti (per il Gabibbo), Benedetta passione (per Laura Pausini, assieme a Saverio Grandi), Cosa ne sai (per Anna Tatangelo), Favole della fattoria per Dolores Olioso, Vuoto a perdere (per Noemi, brano divenuto disco di platino e colonna sonora di Femmine contro maschi di Fausto Brizzi). Ha scritto inoltre alcune canzoni per Luca Carboni.

#### La collaborazione con Noemi
Nel 2009 duetta con Noemi nel brano degli Stadio Sorprendimi al Teatro Sociale di Como durante una serata in favore dell'AISM (Associazione Italiana Sclerosi Multipla), la collaborazione continua con la presenza di lei in alcune tappe del Diluvio universale tour. Il 28 gennaio 2011 esce il singolo di Noemi Vuoto a perdere, colonna sonora anche di Femmine contro maschi; il singolo viene certificato disco di platino, vince il Premio Lunezia e il relativo videoclip conquista il Premio Roma Videoclip, inoltre il brano viene candidato ai Nastri d'argento 2011 come migliore canzone originale. Sempre nel 2011 compone la musica, con Saverio Grandi, della canzone Cavolini di Bruxelles (sigla di Striscia la notizia del periodo 2011-2012, interpretata dal Gabibbo), su testo dello stesso Curreri.
Il 27 settembre 2011 viene pubblicato l'album degli Stadio Diamanti e caramelle in cui è incluso un duetto con Noemi nel brano La promessa, brano estratto come singolo il 4 maggio 2012. La cantante romana ha preso parte anche ad alcune tappe del Diamanti e caramelle tour. Nel 2012 Noemi ha preso parte al 62º Festival di Sanremo nella categoria Artisti e nella serata del 17 febbraio la cantante ha duettato con Gaetano Curreri nel brano sanremese Sono solo parole. Nella primavera dello stesso anno parte la seconda parte del RossoNoemi tour di Noemi a cui Gaetano Curreri prende parte in alcune tappe.

#### Il progetto Le Rondini e la Nina
Dal 2015 rende omaggio alla poesia di Lucio Dalla e Fabrizio De André riproponendone i brani dal vivo in versione jazz con Paolo Fresu (tromba e flicorno), Raffaele Casarano (sax) e Fabrizio Foschini (pianoforte).

#### Le collaborazioni con altri artisti

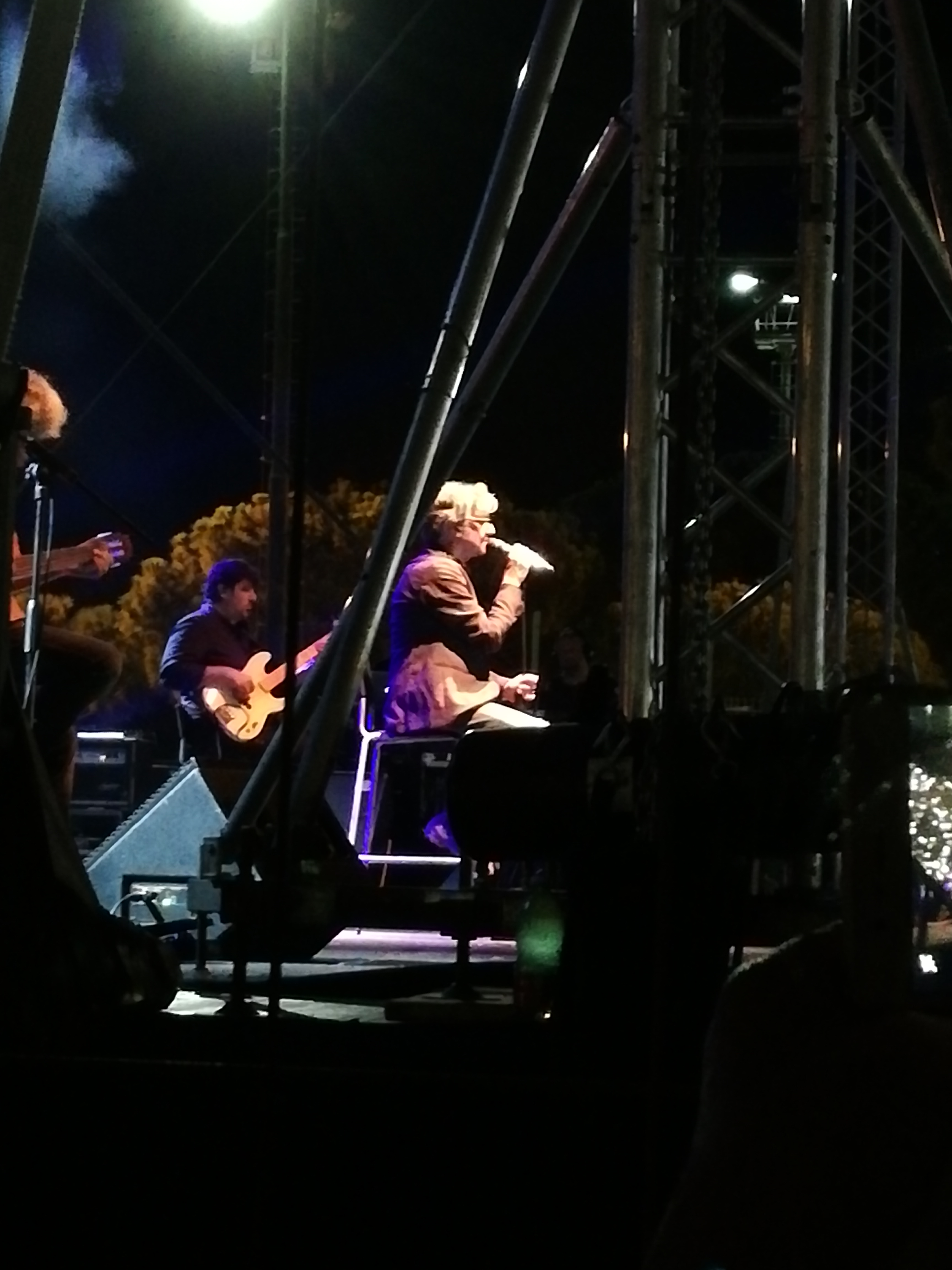
Gaetano Curreri in concerto con gli Stadio a Formia nel 2018

Alcune canzoni firmate da Curreri per gli Stadio (o per Vasco Rossi) sono state prestate al cinema, con il quale l'artista ha comunque sviluppato un rapporto personale collaborando alla colonna sonora di Stasera a casa di Alice di Carlo Verdone (assieme a Vasco Rossi) e di Quello che le ragazze non dicono di Carlo Vanzina (assieme a Fabio Liberatori).
Nel 1992 ha scritto insieme a Francesco Guccini Per la bandiera, dedicata agli agenti morti nella strage di Capaci.
Nel 1998 partecipa (assieme a Ivana Spagna, Samuele Bersani, Leda Battisti e Antonio Albanese) alla colonna sonora del film d'animazione di Enzo D'Alò La gabbianella e il gatto, con i brani Duro lavoro e Noi siamo i topi.
Nel 2001 ha cantato una brano, Ne odustajem (Non rinuncio a lei), con il cantante croato Gibonni. La canzone fa parte del album Mirakul. Nel 2008 partecipa alla serata dei duetti del Festival di Sanremo 2008 interpretando con Fabrizio Moro la canzone Eppure mi hai cambiato la vita, e ha curato, assieme a Frank Nemola, la colonna sonora del film Albakiara (regia di Stefano Salvati) con le canzoni di Vasco Rossi.
Nel 2015 scrive la nuova sigla del Premio Lunezia Parole senza musica, cantata da Loredana D'Anghera.
Scrive con Saverio Grandi e Luca Chiaravalli la canzone Un giorno mi dirai, con cui gli Stadio vincono il Festival di Sanremo 2016.
Nel 2019 scrive con Vasco Rossi la canzone Cosa ti aspetti da me con cui Loredana Bertè partecipa al Festival di Sanremo 2019.
Nel 2020 collabora con Annalisa Minetti e Mario Biondi al progetto Nemico invisibile di cui il 20 aprile viene pubblicato il singolo Il nostro tempo; il ricavaro viene devoluto ad Auser, associazione che, anche, durante la pandemia di COVID-19 del 2019-2021 porta avanti iniziative di sostegno per le persone più fragili, sole e anziane.
Sempre nel 2020, collabora con Vasco Rossi alla realizzazione del brano Finalmente io portato sul palco del Festival di Sanremo 2020 e interpretato da Irene Grandi.
Autore anche del brano Devi volerti bene scritto sempre per Irene Grandi, contenuto nell'album Grandissimo della cantante toscana.

## Vita privata
Il 1º marzo 2003, nel corso di un concerto degli Stadio ad Acireale per il carnevale, Curreri è stato colpito da un ictus. Fortunatamente un medico tra gli spettatori notò un cambiamento del timbro vocale del cantante, sintomo, tra gli altri, dell'ictus. Ricoverato all'ospedale Garibaldi di Catania, si è ristabilito completamente.
Il 14 febbraio 2016, nel corso della premiazione per la vittoria del sessantaseiesimo Festival della Canzone Italiana di Sanremo degli Stadio, Curreri rivelava di essere tifoso sin da bambino della Fiorentina.
Il 30 luglio 2021 durante un concerto a San Benedetto del Tronto, Curreri viene colpito da un infarto e si accascia a terra, pur senza mai perdere conoscenza. Prontamente soccorso e ricoverato nel reparto di terapia intensiva dell'ospedale Mazzoni di Ascoli Piceno, pochi giorni dopo annuncerà egli stesso di essere fuori pericolo.